# Andrelton Simmons
Andrelton Alexander Simmons, född den 4 september 1989 i Willemstad, är en curaçaoisk-nederländsk professionell basebollspelare som är free agent. Simmons är shortstop.
Simmons har tidigare spelat i Major League Baseball (MLB) för Atlanta Braves (2012–2015), Los Angeles Angels (2016–2020), Minnesota Twins (2021) och Chicago Cubs (2022). Han har vunnit en Platinum Glove Award och fyra Gold Glove Awards.
Simmons draftades 2010 av Atlanta Braves som 70:e spelare totalt.
Simmons representerade Nederländerna vid World Baseball Classic 2013, 2017 och 2023.